# SMS Prinz Adalbert (1864)
SMS Prinz Adalbert — первый броненосец, включённый в состав военно-морского флота Пруссии. Назван в честь прусского адмирала Генриха Вильгельма Адальберта — младшего брата короля Фридриха Вильгельма III.

## История строительства
Первый германский броненосец обязан своим появлением гражданской войне, начавшейся в 1861 году в США. Южные штаты, испытывавшие серьёзные трудности с постройкой военных кораблей, предпринимали настойчивые попытки купить или построить их в Европе. Агенты южан развернули активную деятельность в Англии. Задачу сильно осложняло упорное противодействие со стороны дипломатов северян, равно как и нейтралитет, провозглашённый Великобританией.
Джеймс Баллох (англ. James Dunwoody Bulloch), один из агентов южан, действовавших в Англии, решил попытать счастья по другую сторону Ла-Манша, во Франции. Летом 1863 года он приехал в Бордо на верфь братьев Арман (фр. «L’Arman Frères»), где успешно заключил контракт на постройку двух мореходных броненосных таранов. Корабли получили имена Cheops и Sphinx, дабы скрыть истинного заказчика.
В сентябре 1863 года о кораблях стало известно послу США, который немедля начал оказывать на Францию дипломатическое давление, требуя последовать примеру Великобритании и запретить постройку кораблей для южан. К тому моменту южане уже перешли к обороне, проиграв в июле 1863 года битву при Геттисберге, что сильно пошатнуло их политический статус в Европе.
Французский император Наполеон III, не желавший поддерживать проигравших, уведомил Армана о том, что корабли не имеют права покинуть Францию и не могут быть переданы конфедератам. Разрешалось лишь продать их владельцам, легитимным с точки зрения императора. В итоге Sphinx был продан Дании, а Cheops — Пруссии за 620 900 талеров или 1 863 марки. Датчане, впрочем, продали Sphinx конфедератам, где он получил имя CSS Stonewall — единственный корабль южан, построенный в Европе, впоследствии ставший первым броненосцем Японии «Котэцу».

## Конструкция
Корпус был собран из железных конструкций. Подводная часть поверх деревянной обшивки была покрыта медными листами, что должно было уберечь её от обрастания. Носовая оконечность представляла собой сильно выступающий вперёд таран, шпирон которого являлся продолжением киля.
Корпус корабля был собран некачественно и во время службы постоянно протекал.

### Вооружение
По первоначальному проекту корабль был вооружён тремя 170-мм (36-фунтовыми) орудиями, одно из которых размещалось в носовом броневом каземате, а два оставшихся — в неподвижных башнях в кормовом каземате.
В 1865 году корабль перевооружили на новые орудия Круппа:
- одно 210-мм/19 с боекомплектом 76 снарядов стояло на орудийной платформе в носовом каземате, имевшем 3 порта;
- два 210-мм/25 (142 снаряда) на орудийной платформе в кормовом каземате по диаметральной плоскости.

## Служба в прусском и германском флотах

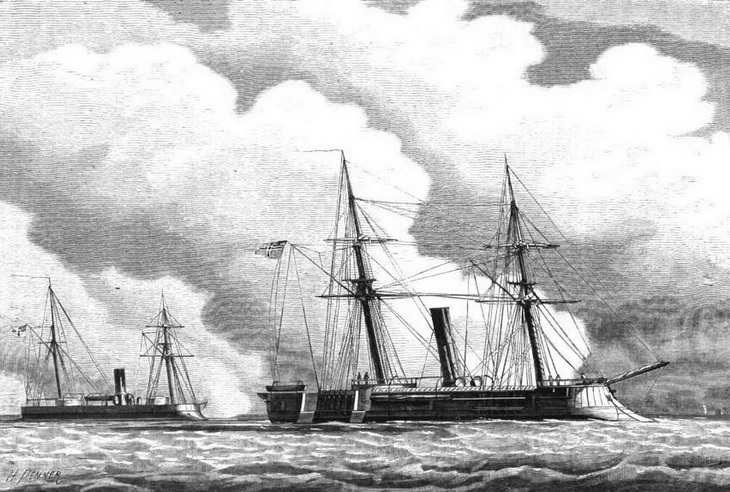
Прусские броненосцы Arminius (слева) и Prinz Adalbert (справа)

10 июля 1865 года Sphinx прибыл в Германию и 29 октября переименован в Prinz Adalbert.
9 июня 1866 года после перевооружения зачислен в состав флота, однако вскоре перечислен в блокшивы.
23 октября 1871 года ввиду ветхости корпуса поставлен на прикол в порту.
28 мая 1878 года исключён из списков флота, и в том же году разобран в Вильгельмсхафене.